# Шиманув (Сохачевський повіт)
Шиманув (пол. Szymanów) — село в Польщі, у гміні Тересін Сохачевського повіту Мазовецького воєводства.
Населення — 924 особи (2011).
У 1975-1998 роках село належало до Скерневицького воєводства.

## Демографія
Демографічна структура станом на 31 березня 2011 року:
|          | Загалом | Допрацездатний вік | Працездатний вік | Постпрацездатний вік |
| -------- | ------- | ------------------ | ---------------- | -------------------- |
| Чоловіки | 388     | 89                 | 272              | 27                   |
| Жінки    | 536     | 141                | 291              | 104                  |
| Разом    | 924     | 230                | 563              | 131                  |